# Massacre da Família Real do Nepal

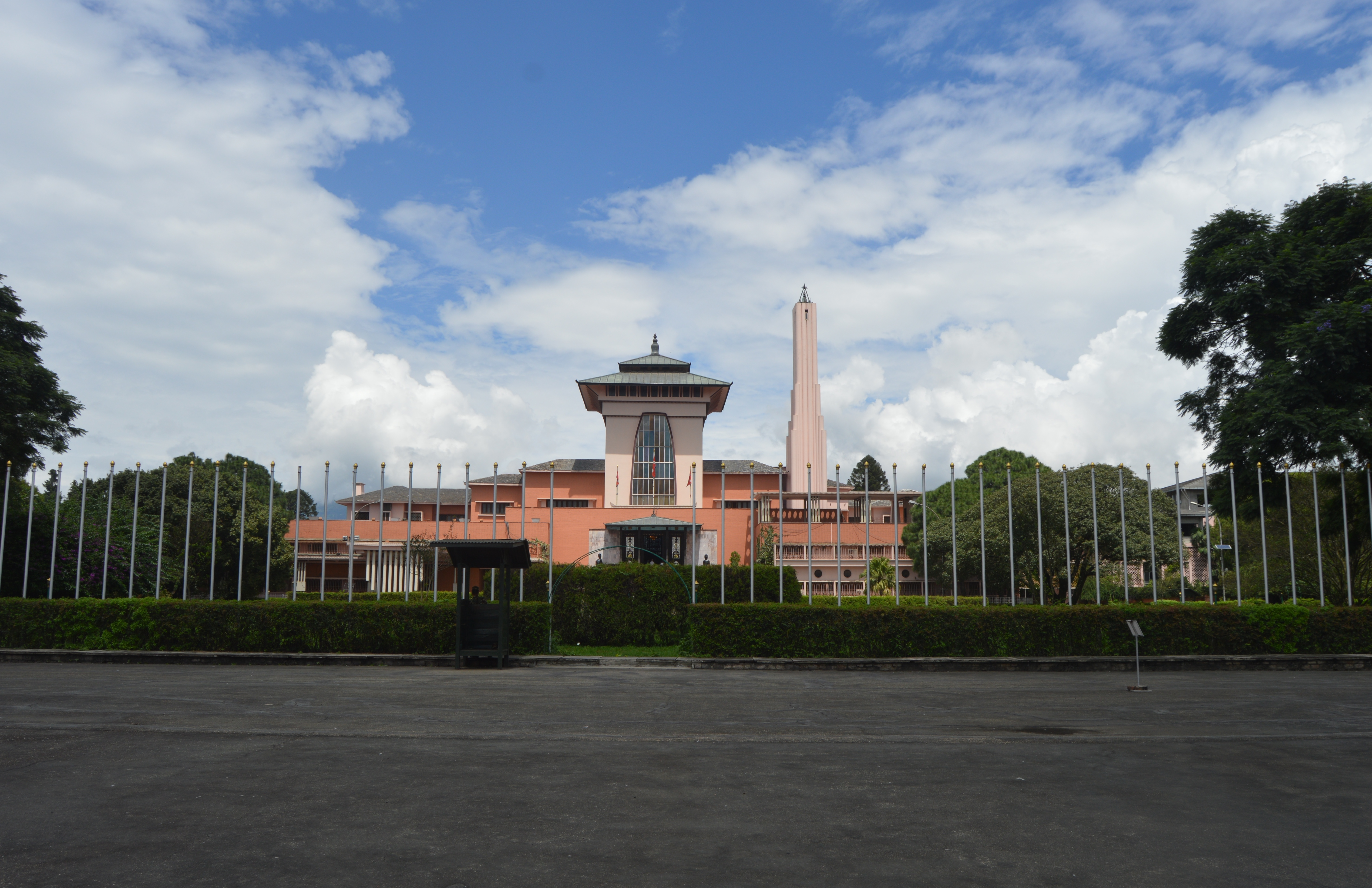
Palácio real de Narayanhiti em Catmandu, lugar onde ocorreu o massacre

O massacre da Família Real do Nepal ocorreu no dia 1 de junho de 2001 (numa sexta-feira) no refeitório do salão Tribhuvan Sadan, no palácio real de Narayanhiti, em Catmandu.
O crime foi perpetrado pelo então Príncipe Herdeiro, Dipendra, e levou à morte nove pessoas, incluindo o seu pai, o Rei Birendra, e o próprio atirador, que deu um tiro em sua própria cabeça após o massacre.
Dipendra ainda chegou a ser declarado rei, reinando de 1.º a 4 de junho, enquanto estava em coma num hospital.
Foi sucedido por seu tio, Gyanendra do Nepal, que se tornou o último monarca do país, que aboliu a monarquia em 2008.

## Revisão dos fatos

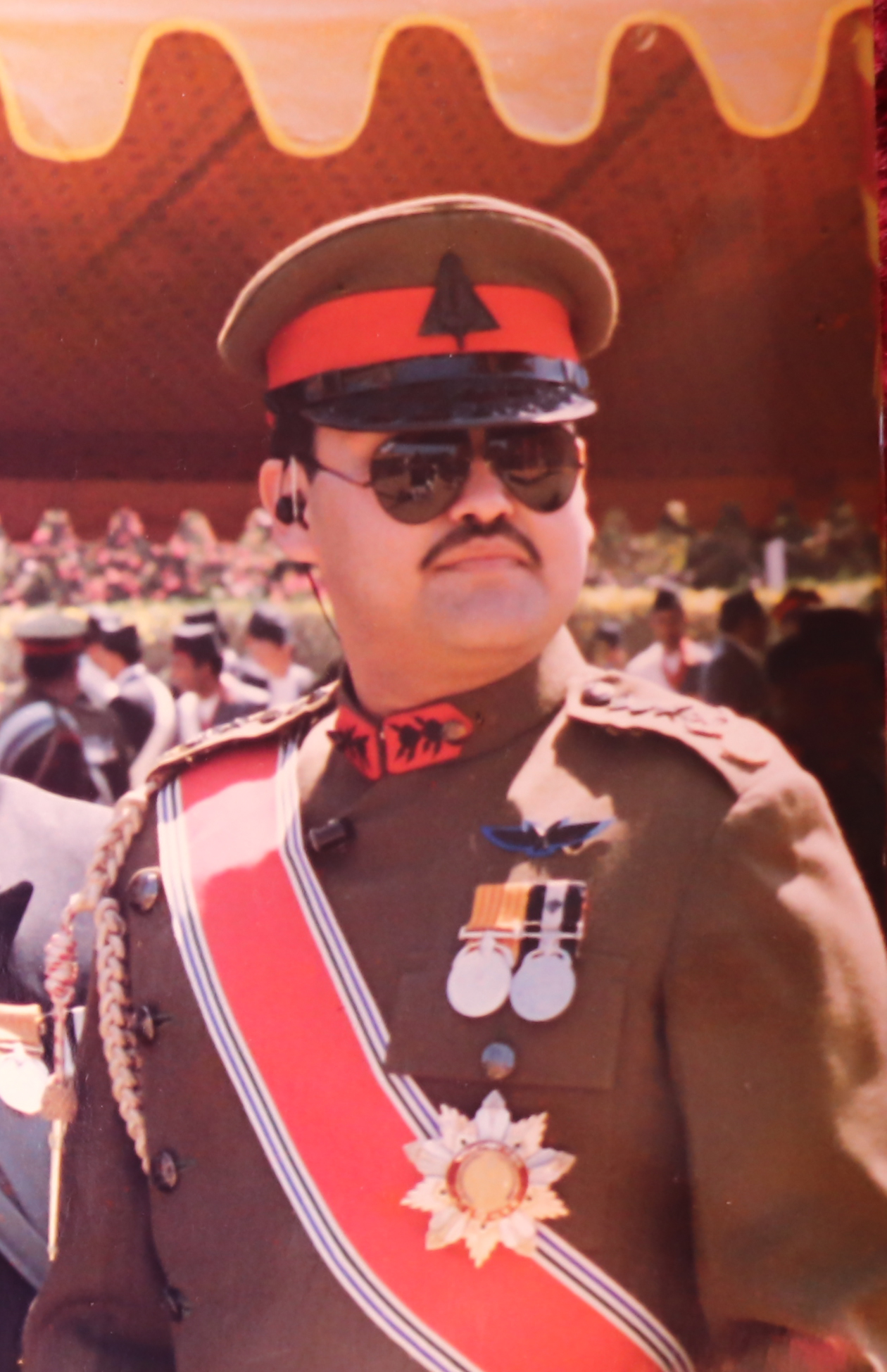
Dipendra

Dipendra estava apaixonado por Devyani Rana, filha de um importante político, chamado Pashupati S.J.B. Rana. No entanto, a família Rana era da classe C do clã Rana. Ela era, portanto, "considerada abaixo de seu status real", reportou o UOL em 1.º junho de 2017, quando se completavam 16 anos do massacre.
De acordo com relatos oficiais, durante meses Dipendra tentou obter aprovação para seu casamento e, no dia do massacre, teria tido uma nova discussão com a mãe, que novamente havia negado a permissão.
Na noite do dia 1.º de junho, durante um jantar com cerca de 20 pessoas no salão Tribhuvan Sadan, no palácio real de Narayanhiti, Dipendra teria bebido demais e tido uma desavença com um convidado, tendo então o pai pedido para ele se retirar.
Dipendra então teria ido até seu quarto, onde vestiu uma roupa militar, e voltado ao salão com uma Uzi, um fuzil de assalto M16 e uma pistola. Lá começou atirando para cima e depois alvejou o pai. Em seguida, abriu fogo contra todos que estavam no salão, matando até sua irmã, a Princesa Shruti. Sua mãe, a Rainha Aishwarya, teria fugido para o jardim, mas Dipendra a seguiu.
Seu irmão, o Príncipe Nirajan, teria tentado proteger a mãe, dizendo "mate então a mim". Dipendra então o alvejou com 17 tiros, antes de atirar na mãe. Dhirendra, o irmão mais novo do rei, neste momento teria pedido para ele parar e entregar as armas, mas também acabou alvejado.
Só então Dipendra teria apontado uma arma para a própria cabeça e atirado. Ele sobreviveu em coma durante três dias e foi proclamado rei em seu leito hospitalar. Morreu por causa de seus ferimentos em 4 de junho e foi sucedido pelo tio, o Príncipe Gyanendra do Nepal.
Ao todo, nove pessoas morreram no massacre que durou apenas dois minutos: Rei Birendra, Rainha Aishwarya, Príncipe Dipendra (irmão), Princesa Shruti (irmã) e seu marido, Príncipe Dhirendra (tio), duas irmãs do rei (tias) e o próprio Dipendra.
Oficialmente, a motivação do crime nunca foi divulgada e, inicialmente, a Casa Real havia imposto uma espécie de "lei do silêncio" sobre o assunto, o que gerou diversas críticas.

## Vítimas
Fontes:

### Mortes
- Rei Birendra
- Rainha Aishwarya
- Príncipe Nirayan, irmão de Dipendra
- Princesa Shruti, grávida, irmã de Dipendra
- Príncipe Dhirendra, irmão mais novo do rei Birendra (ele não usou formalmente o título de príncipe)
- Princesa Shanti, irmã de Birendra
- Duquesa Sharada, irmã de Birendra
- Kumar Khadga, marido da princesa Sharada
- Princesa Jayanti, prima de Birendra
- Príncipe Dipendra

### Feridos
- Princesa Shobha, irmã de Birendra
- Kumar Gorakh, marido da princesa Shruti
- Ketaki Chestar, primo do rei Birendra
- Duquesa de Komal, esposa do príncipe Gyanendra (mais tarde rei)[9]

## Consequências
No dia seguinte, os membros da família real receberam um funeral de Estado e foram cremados em frente ao Templo Pashupatinath. Dipendra foi proclamado rei enquanto estava em coma, mas morreu em 4 de junho de 2001. Gyanendra foi nomeado regente para os três dias e então subiu ao trono após a morte de Dipendra.
Quando Dipendra estava inconsciente, Gyanendra sustentou que as mortes foram o resultado de uma "descarga acidental de uma arma automática" dentro do palácio real. Mais tarde, ele disse que fez essa reivindicação devido a "obstáculos legais e constitucionais", já que, de acordo com a Constituição e pela tradição, Dipendra não poderia ter sido acusado de assassinato se tivesse sobrevivido. Uma investigação completa ocorreu e Dipendra foi considerado responsável pelo assassinato.
Um comitê de dois homens composto pelo chefe de Justiça, Keshav Prasad Upadhaya, e pelo presidente da Câmara, Taranath Ranabhat, realizou uma investigação de uma semana sobre o massacre. A investigação concluiu, depois de entrevistar mais de cem pessoas, incluindo testemunhas oculares e funcionários do palácio, guardas e funcionários, que Dipendra foi o autor do tiroteio. No entanto, observadores dentro e fora do Nepal contestaram a culpabilidade de Dipendra no incidente.
O massacre aumentou a turbulência política causada pela insurgência maoísta. Após a ascensão de Gyanendra, a monarquia perdeu grande parte da aprovação da população nepalesa. Alguns dizem que este massacre foi o ponto crucial que acabou com a monarquia no Nepal.
Em 12 de junho de 2001, uma cerimônia de katto hindu foi realizada para exorcizar ou banir o espírito do rei morto do Nepal. Um sacerdote hindu, Durga Prasad Sapkota, vestido como Birendra para simbolizar o falecido rei, montou um elefante fora de Katmandu e para o exílio simbólico, levando muitos dos pertences do monarca com ele.